# Komica
Komica（コミカ）、またはK島（ケーとう）、糟糕島（そうこうとう）は、ハンドルネーム「1883氏」が立ち上げたふたば☆ちゃんねる風のインターネットコミュニティである。ホストサーバーはDreamHostで、基本的に台湾のサイトであるが、香港人が管理している板もある。2catの一部として運用されている。
Komicaにある板の種類は多種多様であるが、そのほとんどの板はふたば☆ちゃんねるやその派生サイトのものを模したものである。それに加えて、匿名性と表現の自由があることが主な特徴となっている。話題は軽いものが多い。各板にはそれぞれ個別のルールがあり、板所有者や管理者が制定するが、基本的に制裁はなく自由である。ただし匿名性を悪用し、規則を完全に無視した行動が増えた場合、板の閉鎖またはそれに準ずる制裁が行われることもある。

## 名称
サイト名Komicaは創設者1883氏が作った合成語であり、「Comic Cast」から来ている。またKomicaが発端となった議論や話題の中には、KUSO文化に繋がるものも多く、この流れを受けて「糟糕島」（ダメダメな島）という名称も生まれた。Komicaで議論している人を「島民」とも呼ぶ。

## 歴史
2005年5月14日、1883氏がサイトを設立。2005年5月19日、2catに加入、2catと同時進行で管理するようになり、両方の板が合併する、ただしKomicaにしかない板は独立して運用を続けることになる。2006年、Komica 2が誕生。
2013年11月13日、午後に謎のクラッキングに遭い、大部分のデータが消されたため一時閉鎖。
2014年8月20日、自由時報などのメディアがある男子自殺のニュースを報道中に、Komicaの略称である「K島」をケタミンと間違え、Komica利用者が不満を漏らす。

## サイトの種類
Komicaは四つのサイトに分かれて運用されている。
- Komica：メインサイト、全年齢対象のACG板をはじめとする、多くの分野と話題を扱う板がある。コンピュータ、ニュース、軍事、格闘技など。

その中でも総合板、速報板はかなり活発であるが、問題を起こすことも多い。
- Komica 2：「裡版」とも呼ばれる。2006年に成立、メインサイトは裸や性行為に関する画像の投稿を禁止しているので、これらの分野に関する話題を扱うための場所が新設された。こちらもその範囲の中でさらに多くの分野に分かれた板が運用されている。
- Komica Wiki：Komica付属のウィキ。PukiWikiが使われている。ACGとKomicaに関するページが多い。以前は荒らしを避けるために閲覧専用版と編集版の二つのウィキで構成されていた。閲覧専用版では閲覧はできたが編集はできなかった。編集版では自由に編集ができた。最終的に二つはページの統合性を取りながら合併。内容は事実やKUSO文化に加えて、Komica内での用語、事件もある。
- DoujinWiki：「Doujin」は日本語の「同人」をローマ字で表記したものである、これもKomica付属のウィキでPukiWikiを使っている。中国語の同人に関するものを扱う。

## 運用体制
Komicaは非会員制で、IPを隠したり変えたりすることもできるため、誰が投稿したのかは閲覧者にはわからない。これによって内面的な話題も扱えるようにしている。一部では悪意のある発言や無責任な発言が飛び交うこともあるが、最終的には古いデータは消される。

## 事件

### 封鎖
「文化交流」板は長い間金盾によって封鎖されていたが、2010年夏に開放された。香港とマカオのインターネットは中国の管理外なので、そこでは影響はなかった。しかし、その後も、Komicaの一部と、Komica 2は封鎖されたまであった。Komica Wikiへの接続は不安定であったが、2012年11月5日に完全に封鎖された。
2013年の初め、Komicaが完全に開放され、文字画像は正しく表示されるようになった。2014年3月24日、国際政治版が封鎖。

### 2013年清華大学裸画像事件とクラッキング事件
2013年11月に、あるKomicaのユーザーが「調教性愛照」という投稿をした際、投稿画像内の人物が国立清華大学の女学生であると別のユーザーが投稿、彼女は精神を病んでしまった。これらの投稿はすぐに削除された。11月11日、Komicaは清華大学の学生を名乗る者からクラッキングを受けて、システムがダウンした。
11月15日、清華大学副校長葉銘泉が声明を発表し、画像は編集されていたこと、顔の部分は確かにその女学生のものであること、しかしそれ以外の体の部分は別の人物のものであることを伝えた。クラッキングについては大学とは無関係であるとし、その投稿をしたユーザーに責任を求めている。
2013年11月16日10時41分、Komicaのシステムは正常に戻った。

### 2015年声優ファンの悪意あるページ破壊事件
2015年10月から11月にかけて、IP:163.17.79.*が荒らし活動を行った(大学生とされている)。IPを度々変えて、KomicaWikiにクラッキングを続けた。